# پی‌سی بانگ
پی‌سی بانگ (انگلیسی: PC bang) نوعی کافی‌نت یا گیم نت در کره جنوبی است که مشتریان می‌توانند با پرداخت هزینه ساعتی از رایانه استفاده کنند و اغلب برای بازی‌های ویدیویی حضوری با دوستان است.

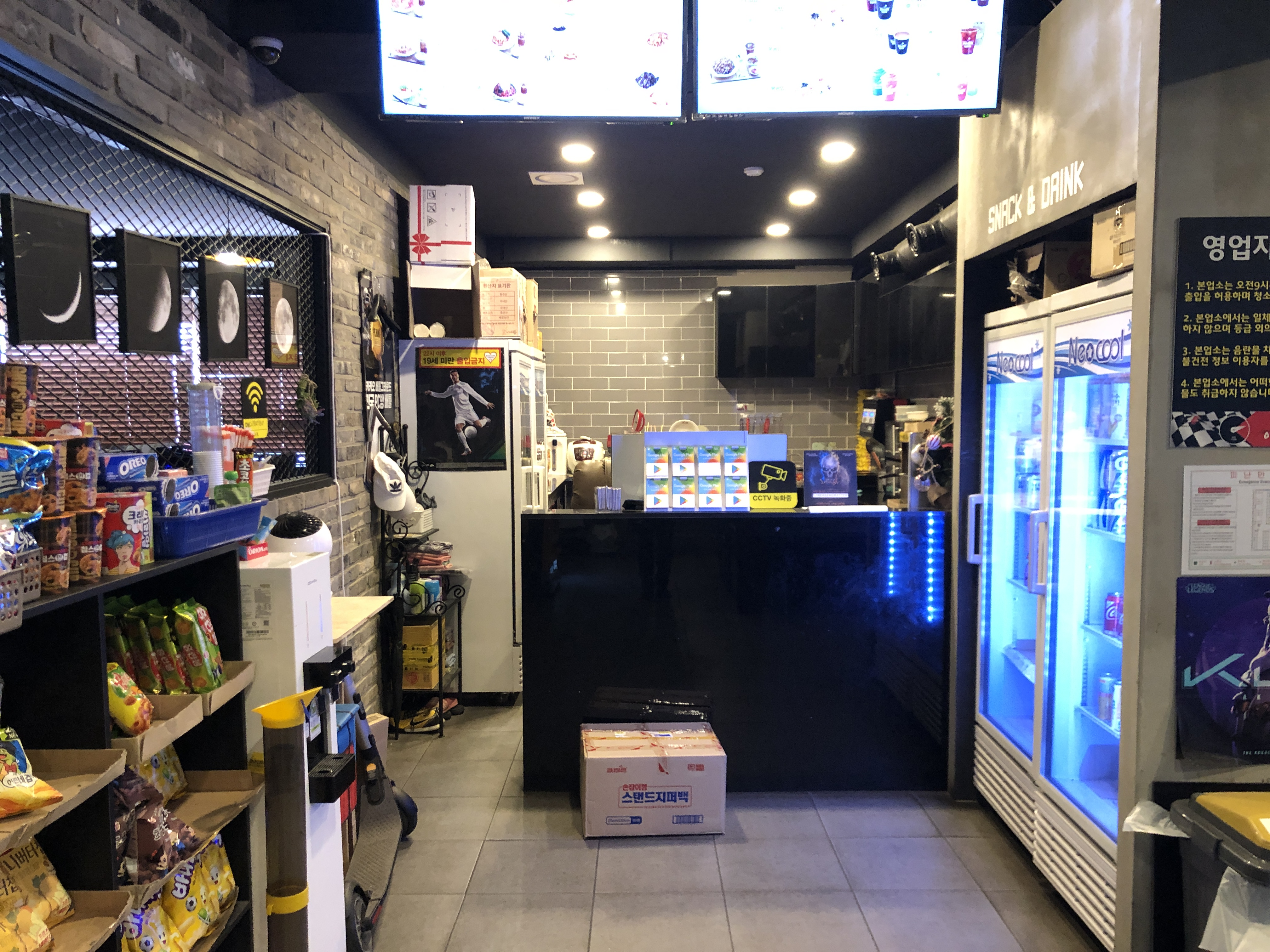
معمولا در پی‌سی بانگ‌ها نوشیدنی و خوراکی هم فروخته می‌شود، مارس ۲۰۲۰

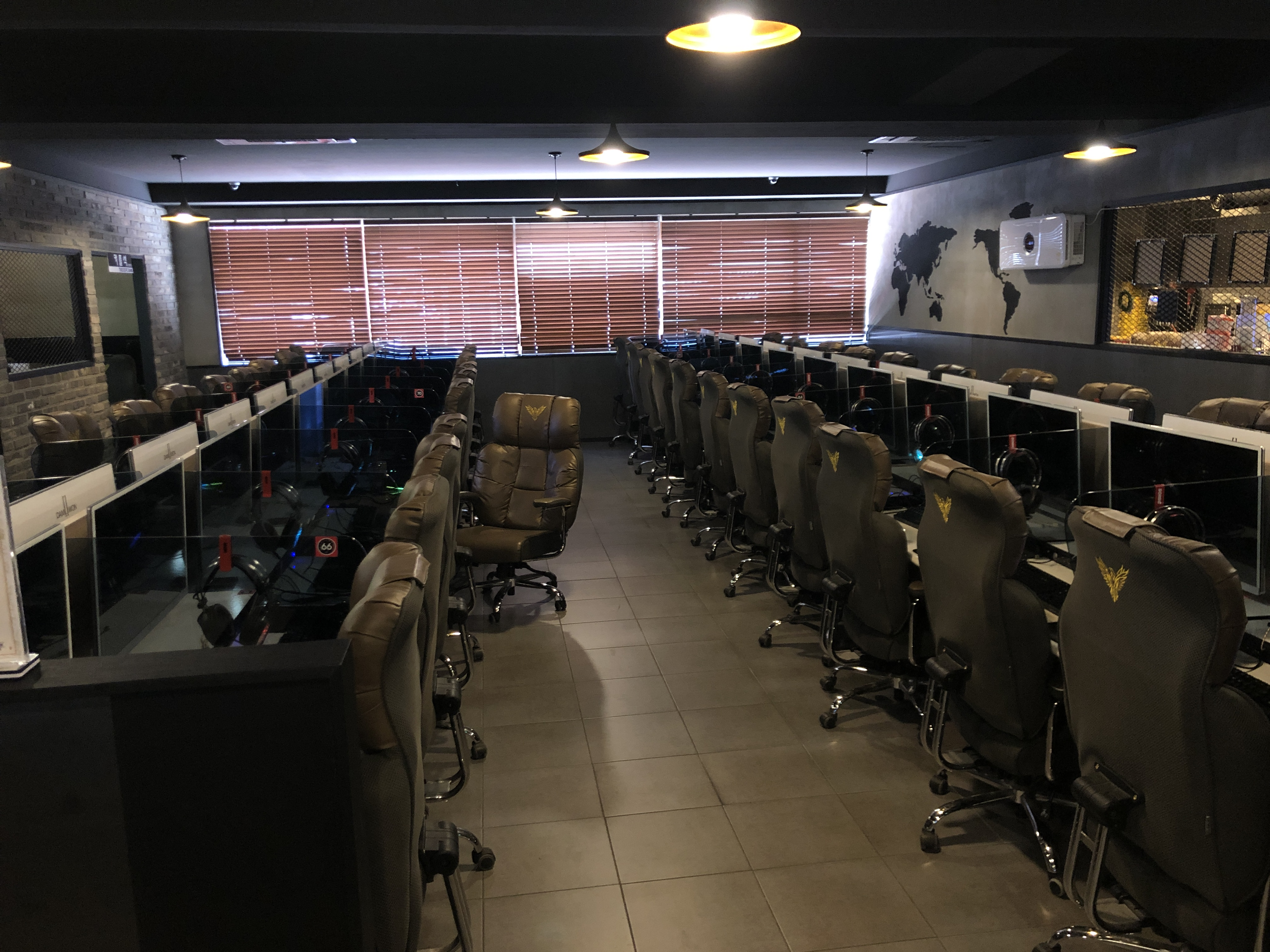
یک پی‌سی بانگ، مارس ۲۰۲۰

با اینکه ضریب نفوذ سرانه رایانه شخصی و دسترسی به اینترنت فراخ‌باند در کره جنوبی یکی از بالاترین‌ها در جهان است اما استفاده از رایانه شخصی همچنان محبوب است زیرا محل ملاقات اجتماعی برای گیمرها (به‌ویژه مدارس) محسوب می‌شود تا با همسالان خود بازی کنند. جدا از جنبه اجتماعی، توانایی پی‌سی بانگ‌ها برای ارائه دسترسی به رایانه‌های شخصی گران‌قیمت و قدرتمند (که به‌طور خاص برای بازی‌های ویدیویی طراحی شده‌اند) با قیمت کم و معقول، به محبوبیت این اماکن اضافه کرده است.